# 체실 비치에서
《체실 비치에서》(영어: On Chesil Beach)은 2007년에 발간 된 영국의 작가 이언 매큐언이 지은 중편 소설이다. 영화 '어톤먼트'의 원작자이기도 한 매큐언의 책으로 2007년 영국의 소설 문학상인 부커상 후보로 선정되었다.

## 개요
보수의 시대에서 해방의 시대로 넘어가던 무렵인 1960년대 초, 런던대에서 사학을 전공한 청년 에드워드와 바이올리니스트 플로렌스는 연애 끝에 결혼식을 올리고 체실 비치의 외딴 호텔로 신혼여행을 온다. '성문제를 화제에 올리는 것조차 불가능하던' 당시, 지금껏 순결을 지켜왔던 두 남녀는 서로에게 털어놓지 못한 고민을 안고 있다. 에드워드의 고민이 미숙한 첫날밤에 대한 걱정이라는 지극히 새신랑다운 고민인 반면, 플로렌스는 섹스 자체를 혐오한다는 훨씬 무거운 고민을 갖고 있다. 결국 첫날밤 잠자리에 실패한 후 플로렌스는 자기 희생적인 결혼방식을 제안하지만 에드워드는 그것을 받아들이지 못한 채 결별을 택한다.
이후 에드워드는 여러번의 난잡하고 중복된 연애도 하고 한번의 결혼도 하지만 '어떻게 살고 있는지 설명하는 데는 단 일 분도, 반 페이지도 걸리지 않을 것 같은' 무미건조한 삶을 산다.